# 랄프 로렌 (기업)
랄프 로렌(영어: Ralph Lauren) 또는 랄프 로렌 코퍼레이션은 랠프 로런이 1967년 뉴욕에서 설립한 공개 거래되는 미국의 패션 및 라이프스타일 브랜드이다. 이 회사는 의류, 가정용품, 액세서리, 향수 제품을 판매하며, 주력 브랜드인 폴로 랄프 로렌으로 가장 잘 알려져 있다. 이 회사의 브랜드에는 중저가, 서브프리미엄, 프리미엄 라벨부터 최고가 사치품인 랄프 로렌 퍼플 라벨 의류까지 포함된다.
랄프 로렌은 아이웨어는 룩소티카에, 향수와 화장품은 로레알에, 속옷과 잠옷은 헤인즈브랜즈에, 채프스 브랜드는 O5 어패럴에, 침구는 콜스와 홀랜더 슬립 프로덕츠에, 직물 및 벽지는 디자이너스 길드에, 가정용 가구는 시어도어 알렉산더에 브랜드 이름과 브랜딩 라이선스를 부여한다.

## 역사
로런은 1967년 남성용 넥타이로 랄프 로렌 코퍼레이션을 시작했다. 28세에 그는 넥타이 제조업체 뷰 브러멜에서 일했다. 로런은 회사 사장을 설득하여 자신의 라인을 시작할 수 있도록 했다. 스포츠에 대한 관심을 바탕으로, 로런은 1968년에 자신의 첫 남성복 전체 라인을 "폴로"라고 명명했다. 그는 엠파이어 스테이트 빌딩의 쇼룸에서 단 하나의 "서랍"에서 일했으며, 직접 매장에 배달했다.
1969년, 맨해튼 백화점 블루밍데일스는 로런의 남성복 라인을 독점적으로 판매했다. 블루밍데일스가 디자이너에게 자체 매장 내 상점을 허용한 것은 이번이 처음이었다. 1971년, 랄프 로렌 코퍼레이션은 여성용 맞춤 셔츠 라인을 출시하며 셔츠 소매에 폴로 선수 엠블럼을 도입했다. 다음 해에 첫 번째 여성복 컬렉션이 출시되었다.
1972년은 랄프 로렌의 첫 단독 매장인 캘리포니아주 베벌리힐스의 로데오 드라이브에 매장이 개장한 해이다. 1972년, 로런은 24가지 색상의 반팔 면 셔츠를 출시했다. 폴로 선수 베니 구티에레스를 기반으로 한 회사의 유명한 로고가 새겨진 이 디자인은 브랜드의 시그니처 룩이 되었다. 1977년 랄프 로렌 코퍼레이션은 다양한 색상의 시그니처 면 메시 폴로 셔츠를 출시했으며, 가슴에 폴로 선수 로고가 새겨져 있었다.
1974년, 랄프 로렌은 위대한 개츠비 (1974년 영화)의 남성 출연진에게 자신의 폴로 라인에서 선택한 의상을 입혔다. 1920년대 스타일의 남성 정장과 스웨터 시리즈였으며, 로런이 로버트 레드퍼드의 제이 개츠비를 위해 특별히 디자인한 핑크색 정장은 제외되었다. 1977년, 다이앤 키턴과 우디 앨런은 오스카 수상작인 애니 홀에서 로런의 옷을 입었다.
1978년, 워너-로런이 생산한 첫 번째 랄프 로렌 향수들이 블루밍데일스에서 출시되었다. 여성용 로런과 남성용 폴로 코롱이었다. 디자이너가 남성용과 여성용 향수를 동시에 출시한 것은 이번이 처음이었다.
이 회사는 1981년 영국 웨스트엔드 (런던)의 뉴 본드 스트리트에 매장을 열면서 국제적으로 진출했다. 로런은 1986년 뉴욕시 매디슨 애비뉴 72번가에 있는 라인랜더 맨션에 첫 번째 플래그십 스토어를 열었다. 1997년 6월 12일, 이 회사는 뉴욕 증권거래소에 상장된 공개 기업이 되었다.
98석 규모의 레스토랑인 RL은 1999년 3월 시카고 미시간 애비뉴와 시카고 코너에 위치한 최대 규모의 세계 플래그십 랄프 로렌 매장 옆에 매그니피센트 마일에 개업했다. 이어서 2010년 파리 173 생제르맹 대로 매장에 랄프스, 2015년 뉴욕 폴로 매장에 폴로 바 등 두 개의 추가 레스토랑이 개점했다. 이 회사는 또한 1999년부터 2021년까지 클럽 모나코를 소유했다.
이 회사는 2000년 RL 미디어(랄프 로렌과 NBC의 협력)의 polo.com을 통해 웹사이트와 온라인 상점을 출시했다. 2007년, 랄프 로렌 코퍼레이션은 RL 미디어의 NBC 지분을 인수했으며, 웹사이트는 ralphlauren.com으로 다시 시작되었다. 2015년 9월, 스테판 라르손이 11월에 창립자 랄프 로렌을 대신하여 최고경영자로 취임할 것이라고 발표되었다. 로런은 집행 회장 겸 최고 크리에이티브 책임자로 계속 활동했다.
2017년 2월, 라르손은 로런과의 의견 차이로 인해 2017년 5월 1일부로 최고경영자직에서 물러나기로 합의했다고 발표되었다. 2017년 5월 17일, 랄프 로렌은 파트리스 루베를 사장 겸 최고경영자로 임명했다. 루베는 최근까지 프록터 앤드 갬블 (P&G)의 글로벌 뷰티 그룹 사장이었다. 그는 2017년 7월 17일에 취임했다.
2020년 10월, 랄프 로렌 코퍼레이션은 핵심 브랜드에 집중하고 북미 백화점 채널에 대한 직접적인 노출을 줄이며, 채프스 브랜드를 경험 많은 파트너와 함께 육성하기 위해 채프스 브랜드를 완전 라이선스 사업 모델로 전환할 것이라고 발표했다. 또한 10월에 랄프 로렌 코퍼레이션은 전 오바마 행정부 컨설턴트 밸러리 재럿을 이사회에 임명했다.
2021년 5월, 랄프 로렌 코퍼레이션은 1999년에 처음 인수한 클럽 모나코 브랜드를 사모펀드 리전트 LP에 매각할 것이라고 발표했다.
2023년 12월, 랄프 로렌은 2024년 4월부터 홈 브랜드를 확장하기 위해 Haworth Lifestyle Design과 파트너십을 맺었다고 발표했다. Haworth Lifestyle Design은 또한 독립적인 랄프 로렌 홈 매장을 출시할 예정이다.
2023년 12월, 랄프 로렌은 장인들이 디자인 팀과 창의적인 파트너십을 통해 작업할 수 있도록 아티스트 인 레지던시 프로그램을 시작했다. 첫 번째 아티스트 협업은 나바호족 7대 직조 장인인 나오미 글래시스와 함께 한다.

## 브랜드
- 채프스: 남성 및 여성 캐주얼 스포츠웨어를 특징으로 하는 중저가 브랜드이다.[26] 채프스 브랜드는 주로 벨크, 보스코프스, 허드슨 베이, 마이어 매장(및 2021년 말까지는 콜스 매장)에서 판매된다. 이 브랜드는 주로 아이조드 및 미국 폴로 협회 브랜드와 경쟁한다. 이 브랜드는 또한 로스, 티제이맥스, 메이시스 백스테이지, 노드스트롬 랙과 같은 여러 할인 매장에서도 자주 찾아볼 수 있다. 더 저렴한 채프스 라인도 월마트에서 판매되는데, 이 라인은 백화점에서 판매되는 라인과는 별개이다. 이 브랜드는 현재 O5 어패럴에 라이선스되어 있다.[27]

- 더블 RL: 1993년에 설립되었으며 랠프 로런과 그의 아내 리키의 콜로라도 "RRL" 목장의 이름을 따서 명명된 RRL은 남성에게 셀비지 데님, 빈티지 의류, 스포츠웨어 및 액세서리 혼합을 제공하며, 작업복과 군복에 뿌리를 두고 있다.[28]

- 향수: 1978년, 랄프 로렌은 그의 첫 향수들을 출시했다: 여성용 로런과 남성용 폴로. 원래 워너-로런에서 생산되었으나, 현재 로레알이 월드 오브 폴로(폴로, 폴로 블루, 폴로 블랙, 폴로 레드), 랄프 로렌 로맨스, 미드나이트 로맨스, 폴로 어스, 그리고 빅 포니 컬렉션 포 우먼 앤 포 맨을 포함한 랄프 로렌 남성용 및 여성용 향수들을 생산한다.[29]

- 로런 랄프 로렌: 1996년 출시된 여성용 로런은 스포츠웨어, 데님, 드레스, 활동복, 액세서리 및 신발을 더 저렴한 가격대로 제공한다. 남성용 로런은 슈트, 스포츠 코트, 드레스 셔츠, 드레스 바지, 턱시도, 탑코트, 넥타이를 포함한 남성용 맞춤 의류를 더 저렴한 가격대로 제공한다.[30] 이 브랜드는 일반적으로 채프스보다 비싸지만, 폴로 랄프 로렌보다는 저렴하다.

- 핑크 포니: 2000년에 설립되었으며, 모든 핑크 포니 제품 판매 수익의 일정 비율은 핑크 포니 기금 및 전 세계 주요 암 자선 단체에 기부된다. 핑크 포니는 주로 여성용 스포츠웨어 및 액세서리로 구성된다. 모든 핑크 포니 품목에는 핑크색 폴로 플레이어가 특징이다.[31]

- 폴로 골프 및 RLX 골프: 폴로 골프는 1990년에, RLX 골프는 1998년에 출시되었다.[32]

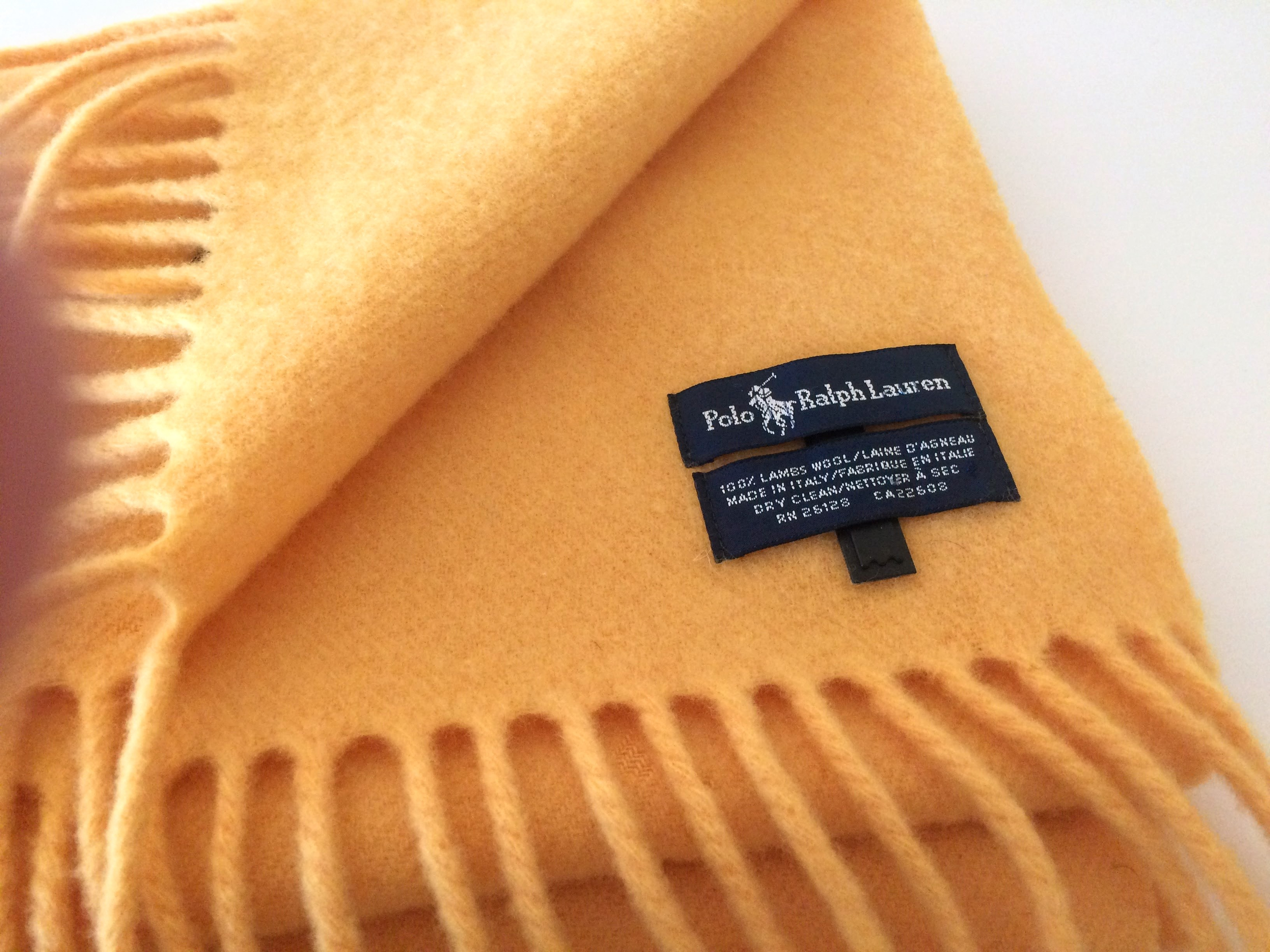
모직 폴로 랄프 로렌 목도리

- 폴로 랄프 로렌: 랄프 로렌의 첫 번째 완벽한 스포츠웨어 및 맞춤 의류 라인인 남성용 폴로는 1967년에 출시되었다. 2014년에는 여성용 폴로가 출시되었다.[33] 원래 폴로 스포츠 중심의 의류에 초점을 맞추었지만, 이 브랜드는 랄프 로렌의 최고 판매 및 최고 생산 의류 라인으로 발전했으며, 전 세계적으로 쉽게 구할 수 있다.[34][35] 이 라인은 또한 폴로 셔츠를 미국 및 세계 패션에서 대중화하는 데 기여했다.[36]

- 폴로 랄프 로렌 아동복: 폴로 니트 셔츠와 캐시미어 케이블 스웨터 등이 포함된다.[37]

- 폴로 스포츠: 폴로 스포츠는 1992년 스포츠 및 피트니스 활동복 라인으로 출시되었다. 2014년, 랄프 로렌은 "착용자의 강력한 생체 정보를 포착"한다고 알려진 스마트 패브릭 기술이 적용된 폴로텍 셔츠를 선보였다.[38]

- 랄프 바이 랄프 로렌: 1994년에 출시된 랄프 바이 랄프 로렌은 슈트 세트, 스포츠 코트, 조끼 및 탑코트를 제공한다.[39]

- 랄프 로렌 홈 & 페인트: 미국 옷 디자이너의 첫 번째 완벽한 홈 컬렉션인 랄프 로렌 홈은 1983년 가정용 가구 및 액세서리로 데뷔했다. 랄프 로렌 홈은 가구, 침대 및 욕실 리넨, 도자기, 크리스탈, 은제품, 장식용 액세서리 및 선물, 조명, 직물, 벽지 및 바닥재를 포함한다. 랄프 로렌은 1995년 페인트를 출시했으며, 현재 400가지 이상의 색상 팔레트를 제공한다.[40]

- 랄프 로렌 퍼플 라벨: 1994년에 출시된 플래그십 브랜드이다.[41] 남성용 퍼플 라벨은 슈팅, 맞춤 제작 슈트 및 스포츠웨어, 그리고 수제 신발과 주문 제작 드레스 의상, 액세서리 및 수하물을 제공한다. 이 라인은 고급 직물과 제조 방법을 사용하여 랄프 로렌 제품 중 최고 수준을 대표하는 데 중점을 둔다.[42]

- 랄프 로렌 레스토랑: RL 레스토랑 시카고는 1999년 미시간 애비뉴 (시카고)의 매그니피센트 마일에 위치한 세계 최대의 랄프 로렌 플래그십 매장 옆에 개점했다. 2010년, 랄프스는 파리 173 생제르맹 대로 플래그십 매장의 안뜰과 개조된 마구간에 개점했다. 2014년 8월, 랄프스 커피는 뉴욕시 폴로 플래그십 매장 2층에 개점했다. 뉴욕시 폴로 플래그십 매장 옆의 폴로 바는 2015년 1월에 개점했다.[43]

- 랄프 로렌 시계 및 고급 주얼리: 2009년 랄프 로렌은 럭셔리 그룹 콤파니 피난시에르 리치몽과 함께 랄프 로렌 워치 & 주얼리 회사를 통해 시계 컬렉션을 출시했다. 2010년, 랄프 로렌 워치 & 주얼리 회사는 또한 주얼리 컬렉션을 선보였다.[44]

- 랄프 로렌 여성 컬렉션: 1971년에 출시된 여성용 랄프 로렌 컬렉션은 수제 이브닝 가운부터 스포츠웨어까지 다양하다.[42]

### 단종 브랜드
- 아메리칸 리빙: 랄프 로렌은 2008년 남성 및 여성용 아메리칸 리빙을 출시했는데, 이는 J. C. 페니 전용으로 만들어진 중저가 라이프스타일 브랜드였다.[45] 이 라인은 채프스 라인과 비슷했지만, 여러 소매점에서 판매되는 채프스와는 달리 더 독점적인 라인으로 마케팅되었다. 이 라인은 판매 부진으로 2012년에 단종되었다. 두 번째 아메리칸 리빙 라인은 메이시스에서 판매되었는데, 이 아메리칸 리빙 라인은 여성 의류만 포함했으며 2019년에 단종되었다.

- 데님 & 서플라이 랄프 로렌: 데님 & 서플라이 랄프 로렌 라인은 2011년에 출시되었으며, 뉴욕주 브루클린의 창고 및 예술가 커뮤니티와 음악 축제 현장에서 발견되는 진정한 스타일에서 영감을 받았다.[46] 데님 & 서플라이는 2016년 9월에 단종되었다.

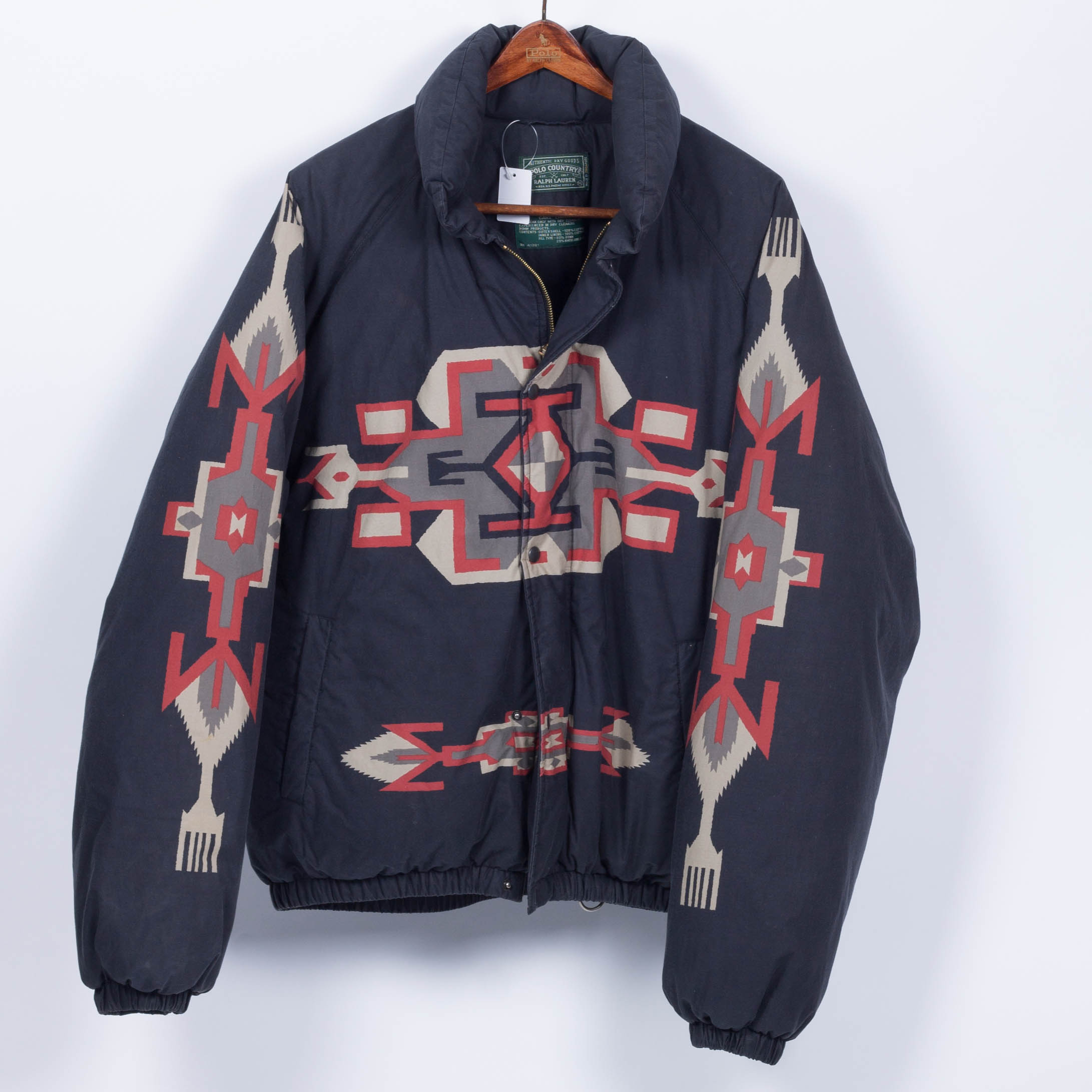
폴로 랄프 로렌 컨트리 재킷

- 폴로 컨트리: 1988년에 출시된 아메리칸 컨트리 스토어 테마의 브랜드이다. 더블 RL의 정신적 선배이다.[47][48]

- 폴로 진스: 대량 생산되어 많은 백화점에서 판매된 데님 브랜드이다. 랄프 로렌은 2006년 이 라인이 "과잉 생산되고 과잉 유통"되어 브랜드 희석 우려가 있다며 단종시켰다.[49][50][48] 단종은 또한 존스 어패럴 그룹(Jones Apparel Group, Inc.)과의 브랜드 라이선싱에 대한 소송에도 영향을 받았다.[51]

- 폴로 유니버시티 클럽: 1980년대에 생산된 보급형 맞춤복 브랜드이다. 이 라인은 드레스 의류와 고급 직물을 더 저렴한 가격대로 제공했다.[52][48]

- 폴로 웨스턴 웨어: 1979년에 출시된 웨스턴 웨어 브랜드이다.[53] 이 라인은 데님, 캐틀맨 재킷, 부츠, 로데오 셔츠, 프린지 재킷, 펠트 모자와 같은 서부 및 카우보이 의류로 구성되었다.[52] 갭과 협력하여 제조되었다.[48]

- 랄프 로렌 블랙 라벨: 2005년에 출시된 중급 맞춤복 브랜드이다. 이 라인은 슬림 컷과 현대적인 직물을 중심으로, 세련되고 미니멀한 미학을 특징으로 했다. 랄프 로렌 퍼플 라벨과 폴로 랄프 로렌 사이의 가격대에서 슈팅과 드레스 셔츠를 제공했다. 플래그십 랄프 로렌 매장, 일부 고급 백화점, 온라인 매장을 통해서만 독점적으로 판매되었다.[54][48]

- 럭비 랄프 로렌: 2004년에 출시된 프레피 및 젊은층 중심의 라인으로, 주로 밝은 색상의 럭비 셔츠를 중심으로 했다.[55] 특징적인 브랜딩 세부 사항에는 해골과 뼈 로고, 노란색과 남색 포장, 또는 "R.L.F.C" 브랜딩이 포함되었다. 2013년에 단종되었다.[56][52][48][57]

## 매장

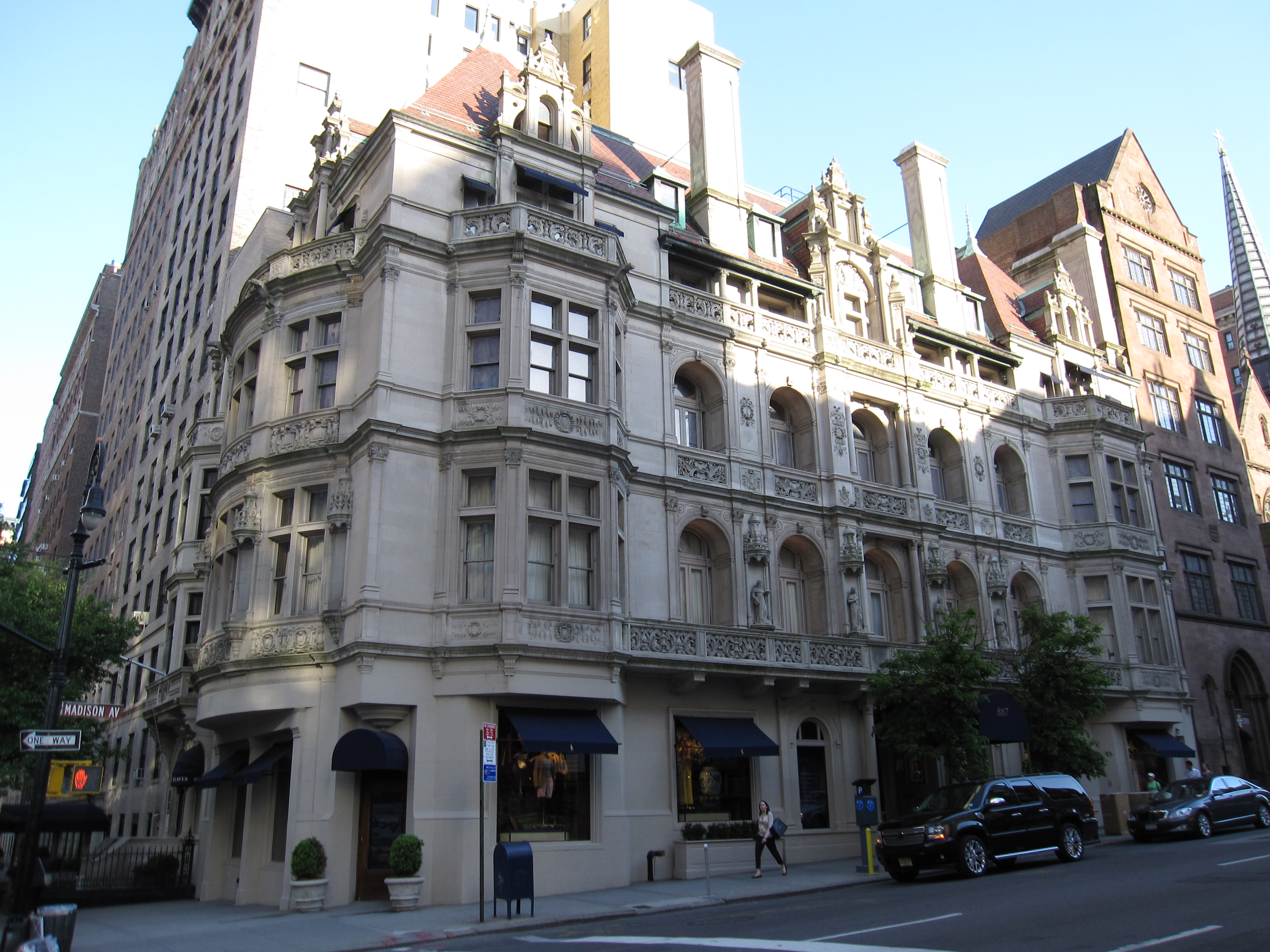
뉴욕 매디슨가의 라인랜더 맨션을 차지하고 있는 랄프 로렌 플래그십 스토어

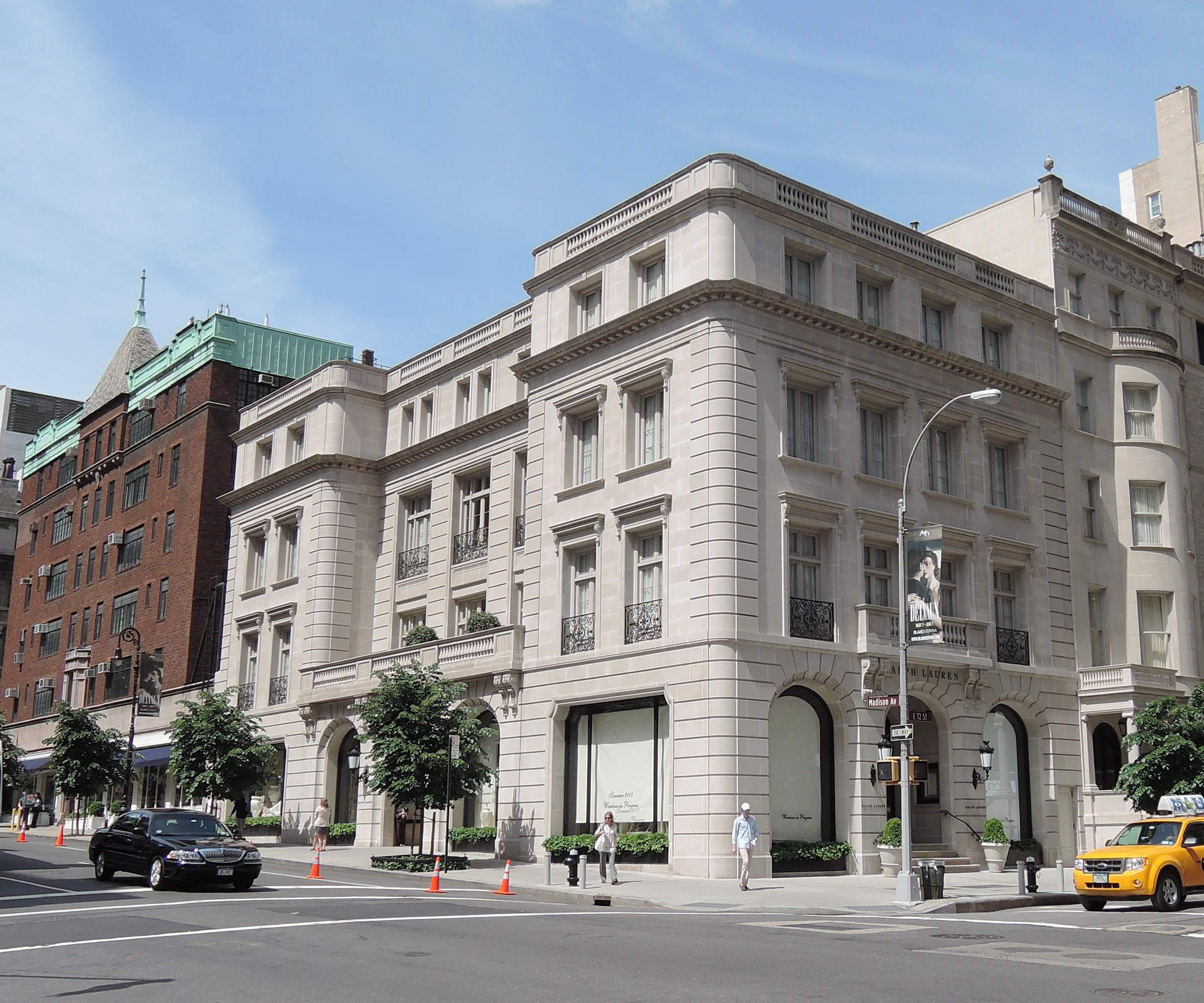
매디슨가의 랄프 로렌 매장

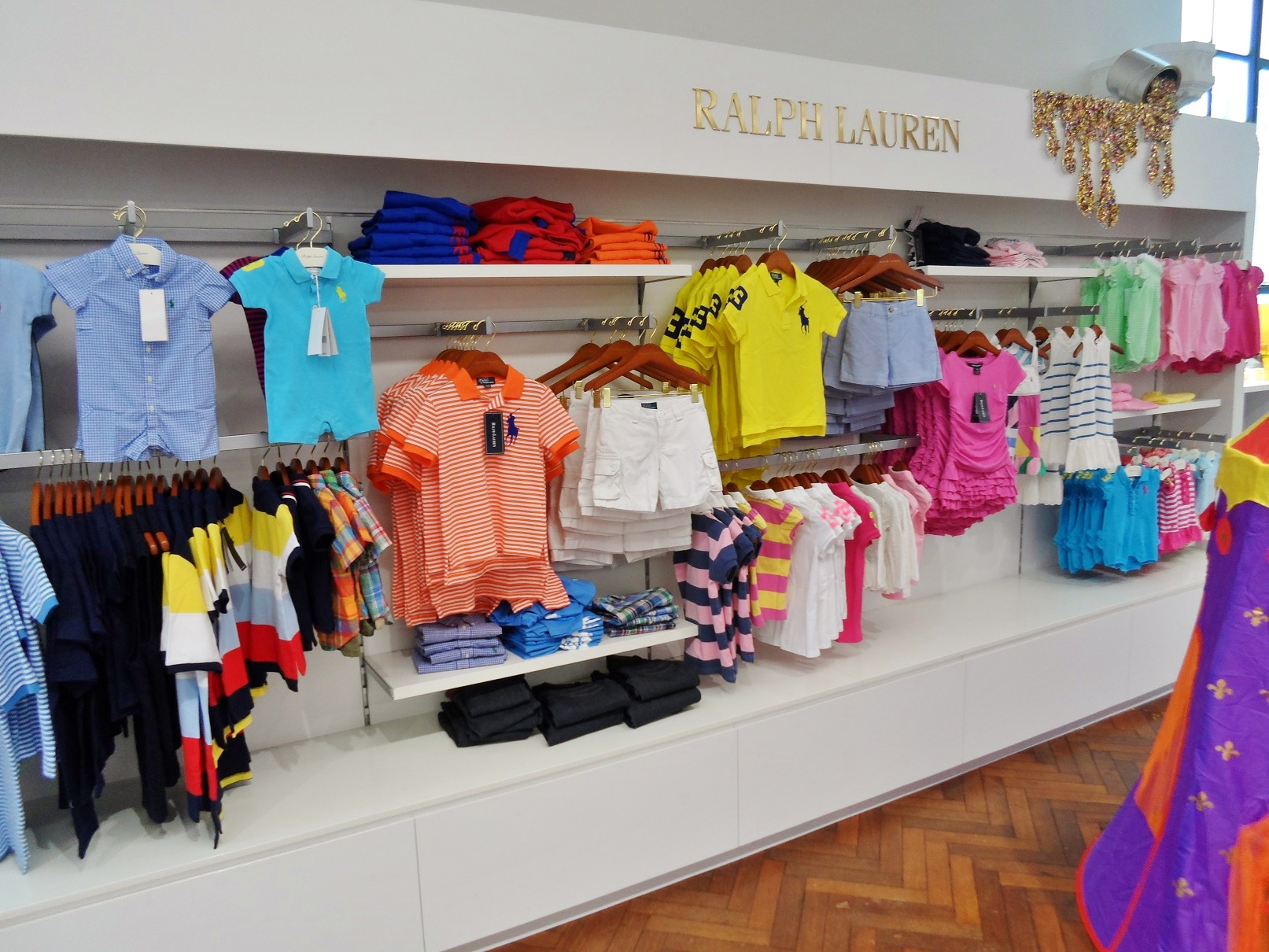
오클랜드 뉴질랜드 퀸 스트리트의 백화점 스미스 앤 코히스 아동복 매장

이 회사는 웹사이트에 483개의 직영 랄프 로렌 매장이 있다고 명시하고 있다. 여기에는 RLS 및 PFS 매장이 모두 포함된다.
회사 직영점 외에 국제 라이선스 파트너들은 93개의 랄프 로렌 매장과 42개의 전용 매장, 그리고 2016 회계연도 말 기준으로 133개의 클럽 모나코 매장과 상점을 운영했다.
랄프 로렌은 매디슨가의 뉴욕에 대표적인 플래그십 매장을 운영하는데 – 남성복은 옛 라인랜더 맨션에, 여성복과 가정용품은 길 건너편의 다른 건물에 2010년에 개장했다. 이 회사는 또한 시카고, 맨해셋, 그리니치 (미국), 런던, 밀라노, 도쿄, 모스크바, 키이우, 파리에 랄프 로렌 컬렉션 판매를 위한 플래그십 매장을 관리한다.

## 스포츠 후원

### 미국 테니스 협회
2005년, 미국 테니스 협회는 랄프 로렌 코퍼레이션을 US 오픈의 공식 의류 후원사로 선정했다. 파트너십의 일환으로, 모든 코트 볼 보이 및 심판들은 특별히 디자인된 랄프 로렌 의류를 착용했다. 이것은 폴로의 첫 테니스 후원이었다.

### 윔블던
2006년, 랄프 로렌 코퍼레이션은 윔블던의 공식 의류 제공업체가 되었다. 로런은 테니스 토너먼트 역사상 모든 코트 심판을 위한 유니폼을 제작하도록 선택된 최초의 디자이너이다.

### 오스트레일리아 오픈
2020년, 랄프 로렌 코퍼레이션은 오스트레일리아 오픈의 공식 의류 제공업체가 되었다.

### 미국 올림픽 대표팀
랄프 로렌 코퍼레이션은 미국 올림픽 및 패럴림픽 대표팀의 독점 공식 퍼레이드 의류 제공업체로, 퍼레이드 의상 및 관련 레저 의류를 재현한 제품을 미국 및 기타 국가에서 제조, 유통, 광고, 홍보 및 판매할 권리를 가지고 있다. 이 회사는 브랜드 앰배서더로서 선수들과 파트너십을 맺고 광고, 마케팅 및 홍보 캠페인의 얼굴로 활동하고 있다.
랄프 로렌 코퍼레이션은 미국 올림픽 위원회와 파트너십을 맺고 2008년 베이징 하계 올림픽, 2010년 밴쿠버 동계 올림픽, 2012년 런던 하계 올림픽, 2014년 소치 동계 올림픽, 2016년 리우 하계 올림픽에서 미국 올림픽 대표팀의 공식 의류 제공업체가 되었다.
랄프 로렌은 미국 팀의 공식 개회식 및 폐회식 퍼레이드 의상뿐만 아니라 다양한 빌리지웨어 의류 및 액세서리를 디자인한다.
이전에 이 회사는 2012년 올림픽 선수단에 제공한 의류를 중국에서 조달한 것이 밝혀져 부정적인 언론 보도를 받았다. 그래서 2014년 올림픽을 위해 생산한 모든 것을 미국에서 조달하겠다고 맹세했다. 크래머 텍스타일스 Inc.는 오리건주의 임페리얼 스톡 랜치에서 약 6,000파운드의 메리노 양모 실을 방적하여 노스캐롤라이나주의 롱뷰 얀즈로 보내 염색했다. 의류 조립은 캘리포니아주의 볼 오브 코튼에서 완료되었다. 궁극적으로 40개의 미국 공급업체가 생산에 참여했다.

## 경영진
- 집행 회장 겸 최고 크리에이티브 책임자: 랠프 로런 (1967년–현재)
- 사장 겸 최고경영자: 파트리스 루베 (2017년–현재)

### 전임 최고경영자
1. 랠프 로런 (1967–2015)
2. 스테판 라르손 (2015–2017)

## 자선 활동
1989년, 랄프 로렌은 고(故) 워싱턴 포스트 패션 특파원 니나 하이드를 추모하며 조지타운 대학교 병원에 니나 하이드 유방암 연구 센터를 공동 설립했다.
1994년, 랄프 로렌은 Fashion Targets Breast Cancer의 회장으로 활동하며 이 자선 이니셔티브의 이름과 상징을 만들었다. 이 이니셔티브는 CFDA의 자선 활동으로, 패션 산업의 선의와 서비스를 동원하여 국제적으로 유방암에 대한 대중 인식을 높이고 기금을 모금한다.
2000년, 랄프 로렌 코퍼레이션은 자원봉사 프로그램을 시작했는데, 이는 직원들의 활력을 불어넣고 그들이 일하는 지역사회와 의미 있는 관계를 형성하는 데 도움이 된다.
2000년 9월 15일, 랄프 로렌 코퍼레이션은 핑크 포니 캠페인을 시작했다. 이는 인식 제고와 더불어 빈곤 및 소외 지역 사회의 예방, 검진, 치료를 강화하여 암 치료 불균형을 줄이는 것을 목표로 하는 전국적인 이니셔티브이다.
2001년, 폴로 랄프 로렌 재단은 9.11 테러 이후 폴로의 전 세계 10,000명의 직원들과 고객들이 구호 활동에 참여할 수 있도록 아메리칸 히어로즈 기금을 설립했다.
2003년, 랄프 로렌은 할렘에 랄프 로렌 암 치료 및 예방 센터를 설립했다. 이 센터는 랄프 로렌, 메모리얼 슬론 케터링, 그리고 뉴욕시 할렘의 노스 제너럴 병원 간의 협력이다.
2004년에는 폴로 패션 스쿨이 설립되었는데, 이 학교에서는 회사 경영진이 도시 빈곤 지역 청소년들과 협력하여 패션 비즈니스에 대한 통찰력을 제공한다.
2006년에 설립된 폴로 진스 G.I.V.E.(Get Involved Volunteer Exceed) 캠페인은 헌신적인 자원봉사자와 그들의 대의를 지원함으로써 자원봉사를 통해 지역사회 봉사를 고취하고 장려하기 위해 만들어졌다.
2008년, 랄프 로렌 폴로가 1998년 세이브 아메리카스 트레저스에 1천만 달러를 기부하여 프랜시스 스콧 키가 애국가를 작사하도록 영감을 준 1813년의 원본 깃발인 성조기가 보존되었다. 이 깃발은 2008년 11월 19일 수요일, 워싱턴 D.C.의 스미소니언 국립 미국사 박물관의 새로운 갤러리에서 공개되었다.
2013년 7월, 랄프 로렌 코퍼레이션은 프랑스에서 가장 영향력 있는 예술 학교 중 하나인 파리의 엘리트 에콜 데 보자르를 복원하겠다고 발표했다.
2014년, 랄프 로렌 코퍼레이션은 유럽 최대 규모의 포괄적인 암 센터인 로열 마스덴 NHS 재단과 협력하여 세계적 수준의 유방암 연구 시설을 개발했다. 2016년, 랄프 로렌 코퍼레이션은 로열 마스덴 랄프 로렌 유방암 연구 센터를 개설했다.
2020년 3월, 랄프 로렌 코퍼레이션은 1,000만 달러를 기부하고 코로나19와의 싸움을 지원하기 위해 격리 가운과 의료 마스크를 만들기 시작했다.
2022년 5월, 랄프 로렌 재단은 5개의 랄프 로렌 암 센터를 설립, 확장 또는 자금을 지원하기 위해 2,500만 달러를 약정했다고 발표했다. 이 약정은 국립암연구소 (NCI) 지정을 받은 기관, 즉 조지타운 롬바디 종합 암 센터, 메모리얼 슬론 케터링(MSK) 랄프 로렌 센터 및 세 개의 추가 장소에 혜택을 줄 것이다.
2023년 9월, 랄프 로렌 기업 재단은 USC 노리스 종합 암 센터에 랄프 로렌 암 예방 센터 설립을 지원하기 위해 자금을 배정했다. 암 예방 센터는 로스앤젤레스 및 주변 지역의 소외 계층 커뮤니티에서 암 불균형을 줄이는 데 전념한다.

## 논란

### 영국 인종 차별 재판
2023년, 런던 슬론 스퀘어 매장의 전 랄프 로렌 직원은 인종 차별로 회사에 대한 고용 재판에서 승소했다. 재판부는 매장 관리자가 직원의 혼혈 혈통을 언급하며 "유엔"과 "베네통의 유나이티드 컬러"라고 부르는 등 인종적으로 무감각한 발언을 했다고 판단했다. 재판부는 이러한 발언이 모욕적이라고 판결하고 직원에게 보상을 지급하라고 명령했다.

### 지속 가능성 및 노동 관행에 대한 비판
랄프 로렌은 환경 지속 가능성 및 노동 윤리를 감시하는 감시 단체로부터 낮은 점수를 받았다. 이 브랜드는 Good On You 플랫폼으로부터 "충분히 좋지 않다"는 평가를 받았는데, 이는 공정한 임금, 지속 가능한 재료 또는 노동 인증에 대한 증거가 부족하다는 점을 인용했다. 2023년 패션 투명성 지수에서 이 회사는 51~60%를 기록했는데, 이는 공급망 추적성 및 환경 영향과 같은 주요 분야에서 적당하지만 제한적인 공개를 반영한다.

### "말 셔츠" 소송
폴로 랄프 로렌 사는 1983년 후반에 매드 독 프로덕션스를 상대로 소송을 제기했다. 이는 폴로 셔츠를 패러디한 "말 셔츠"의 생산 및 판매에 관한 것이었다. 이 셔츠는 "기수가 말을 끌고 가는" 모습을 보여주었다. 이 소송은 1984년에 법정 밖에서 합의되었다. 매드 독 프로덕션스는 연말까지 패러디 셔츠 판매를 중단하기로 합의했다. 최종적으로 매드 독 프로덕션스는 20,000개의 말 셔츠를 개당 14.45달러에 판매하여 총 289,000달러의 총수익을 올렸다.

### 리바이스 소송
리바이스는 2007년 7월 애버크롬비 & 피치와 RL 코퍼레이션을 상표권 침해로 고소했다. 리바이스는 이들 소매업체들이 일부 제품 디자인에 연결된 아치형의 리바이스 상표 포켓 디자인을 사용했다고 주장했다.

### 남아프리카 폴로 상표권 문제
남아프리카 공화국에서 판매되는 폴로 브랜드는 랄프 로렌 브랜드와 관련이 없다. 독립적인 남아프리카 회사가 남아프리카에서 폴로 이름과 로고를 상표 등록했다.

### 필리파 해밀턴 사진 논란
2009년, 랄프 로렌은 모델 필리파 해밀턴의 사진을 디지털로 수정하여 그녀를 더 날씬하게 보이게 만든 것에 대해 사과했다. 해밀턴은 또한 며칠 후에 회사로부터 해고되었다고 주장한다.

### 코위찬 부족의 지적 재산권 침해 주장
온라인에서 스웨터 판매를 "코위찬"으로 브랜드화한 후, 코위찬 부족이 "랄프 로렌과 소통하여 우리 제품과 이름을 보호하기 위한 조치"를 취할 것이라고 보도되었다. 랄프 로렌은 나중에 제품에서 그 이름을 삭제했다.

### 하워드 스미스
2022년 3월, 랄프 로렌 코퍼레이션의 최고 상업 책임자 하워드 스미스는 이사회 조사 결과 그의 행동이 회사 행동 강령을 위반한 것으로 밝혀져 사임했다. 이 의류 회사는 "최근 스미스 씨의 개인적인 행동에 대한 우려를 알게 되었다"고 말했으며, 이사회 감사 위원회는 외부 변호인의 도움을 받아 독립적인 조사를 시작했다. 이 회사는 주장에 대해 자세히 설명하지 않았지만, 조사를 통해 스미스의 행동이 회사 행동 강령 및 윤리 규정을 위반했으며 그의 사임이 필요하다고 밝혔다.

### 강제 노동 조사
2023년 8월, 캐나다 책임 기업 옴부즈맨은 위구르족 강제 노동 혐의로 이 회사에 대한 조사를 발표했다.
2023년 유럽 의회 사회민주당, 셰필드 할람 대학교 및 기타 그룹의 연구에 따르면 랄프 로렌은 선라이즈 매뉴팩처 그룹(Sunrise Manufacture Group Co.)이 제공하는 위구르 강제 노동 수용소를 생산에 이용하고 있는 것으로 나타났다.

## 같이 보기
- 톰 포드
- 제프리 빈
- 조지프 아부드